# نگرش مذهبی و سیاسی علی شریعتی
علی شریعتی متفکّری مسلمان بود و، در عین حال، رویکردی نقادانه نسبت به برخی از باورهای مذهبی داشت. او به‌طور خاص، تشیع صفوی را مظهر سنت مسخ شده می‌داند و آن را توأم با اسارت‌پذیری، خرافه، تقلید و جبرگرایی معرفی می‌کرد.
وی همچنین از نگاه سطحی به مدرنیته نیز انتقاد می‌کرد و معتقد بود که راه پیشرفت و ترقی ملت‌های شرقی، متفاوت از راهی است که غرب پیموده‌است. البته استفاده آگاهانه از تجربیات مدرنیته در غرب، مورد پذیرش شریعتی قرار داشت. شریعتی، محمدرضا حکیمی را به عنوان وصی خود جهت هرگونه دخل و تصرف در آثارش انتخاب کرده‌است.

## انتقاد از روحانیت شیعی
شریعتی بارها تأکید می‌کرد که در اسلام طبقه اجتماعی به‌عنوان روحانیت وجود ندارد به جای روحانی، عالم دینی وجود دارد، وی اعتقاد داشت که روحانی چیزی مقتبس از تعالیم مسیحی قرون وسطی بوده که با ظهور سلطنت صفوی در قبای ملا و آخوند بر اسلام تحمیل شده‌است بنابراین همچنان‌که دین مسیحی قرون وسطی را یکی از علل بی‌اعتمادسازی دین در قرون حاضر می‌دانست. روحانیت اسلامی را یکسره مردود می‌دانست و عنوان عالم دینی را شایسته نشاندن بر جایگاه روحانیت خرافی کنونی می‌دانست. وی می‌گوید:
«[در اسلام] سازمانی به نام روحانیت (Clerge) نیست و کسی روحانی حرفه‌ای نمی‌شود. در اسلام میان مردم و خدا واسطه نیست، هر کسی مستقیماً با او در تماس است.» «در اسلام روحانی نداریم، عالم داریم. رابطه آنان با مردم رابطه عالم و عامی و متخصص و غیرمتخصص است نه مقدس و غیر مقدس، متبرک و غیرمتبرک، روحانی و مادی، مرید و مراد.»«روحانی بارها گفته‌ام، که هم مفهومش و هم مصداقش و هم لفظش از فرنگ آمده خیلی هم تازه! همراه فکل و کراوات و دیگر مظاهر غربزدگی»

## نقد امپریالیسم
زمانی که شریعتی مشغول ترجمه کتاب پنج سال جنگ الجزایر بود، در سه نامه به فانون به نقد نظریات وی در مورد کنار گذاشتن دین به عنوان ابزاری برای مبارزه با امپریالیسم غربی پرداخت. شریعتی برخلاف فانون معتقد بود که مردم تنها در صورتی می‌توانند با نظام امپریالیسم مبارزه کنند که نخست هویت فرهنگی خودشان را دریابند و هویت فرهنگی در برخی کشورها با سنت‌های مذهبی پیوند خورده‌است. شریعتی شعار بازگشتن به اصل و پیشینه مذهبی خود را مطرح می‌کرد.

## توحید
توحید از دیدگاه شریعتی چنان‌که خود او مدعی‌ست نه فقط یک تئوری کلامی اعتقادی و صرفاً یگانه پنداشتن خداوند که به منزله یک زیربنا و جهان‌بینی اعتقادی‌ست. او توحید را به عنوان اصل اصیل یکتاپرستی عنوان می‌کند و در آثار اسلام‌شناسی‌اش از آن در مقابل شرک یاد می‌کند.
شریعتی می‌گوید توحید عبارتست از:
... یک فلسفه جهان‌بینی و جهان‌شناسی که همان‌طور که می‌خواهد به جهان وحدت بدهد، از نظر خلقت (نیز می‌خواهد) به انسان وحدت بدهد، و همان طوری‌که می‌خواهد بین تمام عناصر جهان وحدت بدهد ـ جهان را به خیر و شر تقسیم نمی‌کند ـ، همان‌طور می‌خواهد زیربنایی برای وحدت گروه‌ها و نژادها و طبقات بشری بسازد؛ و بنابراین توحید خدا، در عین حال که حقیقت توجیه‌کننده عالم است زیر بنای توحید انسان هم هست، و توحید معبود زیربنای توحید عابد، که انسان‌ها باشند، هست…
[نهضت ابراهیم] می‌خواهد به وسیله توحید، در عین حال که انسان را از نظر شناخت هستی بر گرد کانون واقعی و حقیقی عالم وجود بچرخاند، در عین حال بر گرد یک ملاک و یک زیربنای فکری، که اساس وحدت بشری و طبقاتی و نژادی را می‌سازد، بچرخاند، و سمبل هر دو کعبه است.

## سوسیالیسم
راه سوسیالیسم غیر دینی در ایران با تشکیل نهضت خداپرستان سوسیالیست که محمد نخشب از بنیان‌گذاران آن و شریعتی از شناخته‌ترین چهره‌های آن بود، به سمت جمع شدن با آموزه‌های اسلام باز شد.
شریعتی در مقدمه مقاله‌ای که در سال ۱۳۳۴ تحت عنوان مکتب واسطه نوشته می‌نویسد: «از میان مکتب‌های ماتریالیسم و ایدئالیسم، اسلام روش مختص به خود را دارد و آن را می‌توان رئالیسم نامید. رژیم اجتماعی و اقتصادی اسلام، سوسیالیسم عملی است که بر طرز فکر خداپرستی استوار می‌باشد و حد وسط میان دو رژیم فاسد کاپیتالیسم و کمونیسم می‌باشد.».
از این رو شریعتی، ابوذر، از اصحاب وفادار پیامبر را نمونه بارز یک سوسیالیست یکتاپرست می‌دانست که در برابر ستم حکومت ایستاد و به اعتراض برخاست. ترجمه کتاب ابوذر نوشته عبدالحمید جودةالسحار از او در سنین جوانی است.
شریعتی چنین می‌گوید:
... سوسیالیسم راستین، که جامعه‌ای بی‌طبقه می‌سازد، بدون مذهب ممکن نیست؛ زیرا انسان‌ها اگر به مرحله‌ای از رشد اخلاقی و کمال معنوی نرسند که بتوانند به خاطر برابری انسان‌ها از حق خود چشم پوشند و به مرحلهٔ ماوراء مادی «ایثار» برسند، جامعه‌ای برابر را نمی‌توان ساخت؛ زیرا حق‌ها هرگز برابر نیست و ماتریالیسم، جبراً به اندویدوئالیسم می‌انجامد و برعکس، مذهب نیز تا جامعه‌ای از بند افزون‌طلبی مادی و استثمار و تضاد طبقاتی رها نشده‌است، نمی‌تواند تحقق یابد. چه، تنها در چنین جامعه‌ای است که انسان رها شده از بند تنازع مادی، مجال آن را می‌یابد که از بیماری شیء شدن در نظام ماشینیسم و سرمایه‌داری، یا از خود بیگانه شدن در برابر بت پول و مصرف و گرگ‌ومیش شدن در رابطهٔ طبقاتی [نجات] یابد …
و در نتیجه، تکامل ذاتی خود بپردازد و خلق‌وخوی خدا را گیرد و جانشین خدا در طبیعت گردد و این‌ها است دعوت‌های نهایی مذهب، که تنها در جامعه‌ای بی‌طبقه، که بر اساس «کتاب و ترازو و آهن» استوار است، نه جهل و تبعیض و ضعف، می‌تواند تحقق عینی یابد و تحقق توحید در زندگی بشری، این است.

## شریعتی و حکومت دینی
شریعتی معتقد به برقراری حکومت دینی نبود، ایشان دموکراسی با رأی اکثریت را در جهان امروزی نه کاملترین بلکه قابل قبول‌ترین حکومت می‌دانست: «اول باید ببینیم حکومت مذهبی چیست؟ حکومت مذهبی رژیمی است که در آن به جای رجل سیاسی، رجل مذهبی (روحانی) مقامات سیاسی و دولتی را اشغال می‌کنند و به عبارت دیگر حکومت مذهبی یعنی حکومت روحانیون بر ملت. آثار طبیعی چنین حکومتی یکی استبداد است، زیرا روحانی خود را جانشین خدا و مجری اوامر او در زمین می‌داند و در چنین صورتی مردم حق اظهار نظر و انتقاد و مخالفت با او را ندارند. یک زعیم روحانی خود را به خودی خود زعیم می‌داند، و نه به اعتبار رای و نظر و تصویب جمهور مردم.
بنابراین یک حاکم غیرمسئول است و این مادر استبداد و دیکتاتوری فردی است و چون خود را سایه و نماینده خدا می‌داند، بر جان و مال و ناموس مردم مسلط است و در هیچ گونه ستم و تجاوزی تردید به خود راه نمی‌دهد، بلکه رضای خدا را در آن می‌پندارد. گذشته از آن، برای مخالف، برای پیروان مذاهب دیگر، حتی حق حیات نیز قائل نیست. آن‌ها را مغضوب خدا، گمراه، نجس و دشمن راه دین و حق می‌شمارد و هرگونه ظلمی را نسبت به آنان عدل خدایی تلقی می‌کند. خلاصه حکومت مذهبی همان است که قرون وسطی کشیشان داشتند و ویکتور هوگو آن را به‌دقت ترسیم کرده‌است .»
کتاب مذهب علیه مذهب مجموعه آثار ۲۲ (تویین بی، تمدن-مذهب) تهران چاپخش چ ۸ سال ۱۳۸۸ ص ۲۰۶ و ۲۰۷

## استبداد
شریعتی استبداد و دیکتاتوری را از عوامل بیرونی دفن استعدادهای انسانی «وقد خاب من دساها» می‌دانست و رستگاری انسان «فلاح» را تا خدا، تا «صدرة المنتهی» (یک وجب مانده به خدا) بالاترین اعتقاد به اومانیسم تلقی می‌کرد
شریعتی استبداد و دیکتاتوری را عین شرک می‌داند و مستبد و دیکتاتور را کسی می‌شمرد که قصد خدایی کردن در زمین را دارد:
«پذیرش استبداد پذیرش شرک است: اگر سرنوشت خود را به‌دست کسی بسپاریم یا در دست کسی بیندازیم شرک آورده‌ایم؛ اگر آزادی خویش را به کسی فروختیم یا کسی را صاحب خود پنداشتیم یا ادعای کسی را که خود را صاحب ما می‌شمارد پذیرفتیم، مشرکیم …
هرکس به خاطر قدرت، علم، ثروت و نژاد… تکبر ورزد و خود را از دیگران بزرگتر نشان دهد، یا اراده خود را بر خلق «تحمیل» کند و به «میل خود» حکومت براند، ادعای خدایی کرده، و هرکه آن را بپذیرد «شرک» آورده‌است؛ زیرا «حکومت مطلقه»، «اراده مطلقه» تکبر، قدرت و تسلط و تملک در انحصار خداست.»
مجموعه آثار ۳۰، اسلام‌شناسی، ص ۹۴ و ۹۵

## امت و امامت
از دیگر نظریات عمده شریعتی نظریه امت، به پیشوایی امامت است. بسیاری این نظریه را سرآغاز پیدایش ولایت فقیه می‌دانند.
کتاب «امت و امامت» شریعتی به ویژه مورد انتقاد شدید تجدیدنظرطلبان بود، کتابی که در آن شریعتی رأی افراد ناآگاه جامعه را خوار شمرده و خواستار نوعی دموکراسی ارشاد شده برای جوامع عقب‌مانده تا دست یافتن آن‌ها به سطح قابل قبولی از توسعه شده بود. به باور منتقدان، شریعتی با طرح بحث امت و امامت و بی‌اعتنایی به رأی توده‌ها، ناخواسته به توجیه نظریه ولایت فقیه در جمهوری اسلامی کمک کرده بود.
شریعتی در این زمینه بحث دموکراسی رأس‌ها و دموکراسی رأی‌ها را مطرح می‌کند. دموکراسی رأس‌ها از نظر وی مربوط به جوامعی است که آرای افراد وابسته به دیگران است و مثلاً رئیس قبیله رأی خود را بر تمام قبیله تحمیل می‌کند. اما دموکراسی رأی‌ها مربوط به جوامعی است که افراد جامعه به «اندویدوئالیسم کامل» رسیده‌اند.
شریعتی می‌گوید:
رهبری امت (امامت) متعهد نیست که همچون رئیس‌جمهور آمریکا، یا مسئول برنامه «شما و رادیو»، مطابق ذوق و پسند و سلیقه مشتری‌ها عمل کند، و تعهد ندارد که تنها خوشی و شادی و برخورداری -در حد اعلا- به افراد جامعه‌اش ببخشد. بلکه می‌خواهد و متعهد است که در مستقیم‌ترین راه‌ها، با بیشترین سرعت و صحیح‌ترین حرکت، جامعه را بسوی تکامل رهبری کند، حتی اگر این تکامل به قیمت رنج افراد باشد، البته رنجی که اکثریت، آگاهانه پذیرفته‌اند، نه که بر آن‌ها تحمیل کرده باشند. بدین ترتیب، «امامت» عبارت می‌شود از رسالت سنگین رهبری و راندن جامعه و فرد از «آنچه هست»، به سوی «آنچه باید باشد»، به هر قیمت ممکن، اما نه به «خواست شخصی امام»، بلکه بر اساس ایدئولوژی ثابتی که امام نیز بیشتر از هر فردی، تابع آن است و در برابرش مسئول! و از همین‌جا است که امامت از دیکتاتوری جدا می‌شود و رهبری فکری انقلابی با رهبری فردی استبدادی تضاد می‌یابد.

## مهدویت
شریعتی با نگرشی جامعه‌شناختی به مهدویت و اصل انتظار می‌نگرد، و انتظار مثبت را انتظاری نه انقیادبخش جامعه و به تعبیر خودش منفی که انتظار اعتراضی و عصیان‌کننده می‌داند.
شریعتی در سخنرانیِ انتظار، مذهب اعتراض (۱۳۵۰) تأکید می‌کند که «انتظار» مهم‌ترین مؤلفه و مقوم «مهدویت» است؛ انتظاری که متناسب و متلاطم با «اعتراض» است و یادآور روحیه عصیانگری و ظلم ستیزی و انقلابی یک شیعه ملتزم و واقعی است.

## مقایسه کتاب قرآنی (بازرگان) با کار دانشمندان
در مقدمه کتاب «سیر تحول قرآن» بازرگان به نقل از علی شریعتی نوشته شده‌است:
من کشف ایشان را دربارهٔ قرآن، درست، بی‌مبالغه، شبیه کار گالیله دربارهٔ منظومه شمسی و نیوتن دربارهٔ جاذبه و پاستور دربارهٔ بیماری... می‌دانم؛ آن‌ها کلید علمی وحی طبیعی را به دست آورده‌اند و ایشان کلید علمی وحی الهی را.